# Имрет, Лейла
Лейла Имрет (род.1987) — турецкий политик курдского происхождения. Родилась в Турции, но выросла в Германии, в 2013 году вернулась на родину, в 2014 году была избрана главой города Джизре. Была снята с поста после столкновений в сентябре 2015 года, произошедших в Джизре между турецкими военными и членами Рабочей партии Курдистана. После этого эмигрировала в Германию, там занялась правозащитной деятельностью. Лейле Имрет посвящён снятый в 2017 году документальный фильм «Dil Leyla», в 2018 году она стала лауреатом премии Карла Осецкого.

## Биография
Родилась в 1987 году в городе Джизре. Когда Лейле было 4 года, её отец погиб а ходе боевых действий между турецкими военными и курдскими сепаратистами. В 1992 году её семья переехала в Мерсин. В 1996 году — в немецкий город Бремен, там она жила с родственниками. Изучала в Германии педагогику.
В 2013 году вернулась в Турцию. По словам Имрет, она испытывала «странные чувства после возвращения в родной город, в котором не была 22 года, на землю где выросли мои деды и отец, на свою родную землю». Хотя Джизре сильно пострадал в ходе восстания РПК, на момент возвращения Лейлы между РПК и правительством уже начались мирные переговоры, так что обстановка была относительно спокойной.
В марте 2014 года Лейла, выдвигавшаяся от партии мира и демократии, набрала 83 % на выборах главы города Джизре, это был рекордный результат для турецких выборов. На тот момент ей было 27 лет, она стала самым молодым главой города в Турции и первой женщиной, избранной главой Джизре. В партии мира и демократии была квота в 40 % на женщин-политиков, а также система двух кандидатов — когда избранный глава и его заместитель занимали равные позиции и работали сообща, после введения этой системы возросло количество женщин в муниципальных и районных органах власти. Одной из таких женщин стала Имрет, которая после своего избрания пообещала уделить особое внимание нарушениям прав женщин. Она сказала: «Избрание меня мэром придаёт женщинам смелости. Это привлечёт женщин и молодёжь к политике.».
В июле 2015 года после направленного против курдов теракта в Суруче курды заявили, что произошедшее стало «попустительства или халатности» со стороны властей, в ответ члены РПК предположительно убили двух турецких полицейских. После этого турецкие военные ликвидировали 33 члена РПК. Часть авиаударов в ходе боёв с РПК пришлась на Джизре, также в городе была проведена антитеррористическая операция. Комментируя данные события Имрет предположительно заявила: «Говорят, что предвестием мира является мир в Джизре, а предвестием войны — война в Джизре. Судя по этому, в Турции идёт гражданская война».
В ходе парламентских выборов в июне 2015 года большинство живущих в Джизре курдов проголосовали за Демократическую партию народов, которая набрала 84 % голосов, и часть курдов посчитала боевые действия в городе возмездием со стороны правящей партии справедливости и развития. Комментируя обвинения ДПН в связях с РПК, Имрет заявила: «Основная разница между ДПН и РПК в том, что первая — это политическая партия, целью которой является участие в выборах на уровне страны… В Джизре многие поддерживают РПК, но люди хотят прекращения конфликта. Никто не хочет возвращения в 90-е, когда шла настоящая война. ДПН предлагает добиться желаемого мира». Также она обвинила правительство в репрессиях против политических оппонентов.
После роспуска правительства и назначения досрочных выборов в ноябре 2015 года, правительство Турции ввело комендантский час в нескольких регионах страны, включая Джизре. 12 сентября 2015 года министерство внутренних дел Турции сняло со своих постов ряд прокурдских политиков, в том числе более 80 глав городов, среди них была и Лейла Имрет, а также сопредседателей ДНП Селахаттина Демирташа и Фиген Юксекдаг. Это решение вызвало острую критику. После снятия с должности Лейле были предъявлены обвинения в «подстрекательстве народа к вооружённому восстанию против государства» за высказывание в котором она назвала антитеррористическую операцию в Джизре «гражданской войной».
В ноябре 2015 года она была помещена под арест. В январе 2016 года Имрет была обвинена в пропаганде терроризма за интервью, данное ей «Vice News». Отвечая на обвинения, она заявила, что смысл её слов был «полностью искажён», также возможно, что её слова были неверно переведены.
Позднее Лейла Имрет была выпущена, но ей было запрещено покидать страну. Впрочем, ей удалось бежать в Иракский Курдистан, а оттуда в Германию. На её имя был выдан ордер на арест, в котором она обвинялась в поддержке РПК.
В 2018 года Имрет принимала участие в деятельности Постоянного народного трибунала в Париже по нарушения прав человека и военным преступлениям в Джизре. Также она была участницей голодовки против проведения Турцией трансграничной операции в сирийском Африне.